# Eleuthemis
Eleuthemis é um género de libelinha da família Libellulidae.
Este género contém as seguintes espécies:
- Eleuthemis buettikoferi